# 聖克拉拉縣 (厄瓜多爾)
聖克拉拉縣（西班牙語：Cantón Santa Clara），是厄瓜多爾的縣份，位於該國東部，由帕斯塔薩省負責管轄，面積311平方公里，海拔高度595米，2001年人口3,029，人口密度每平方公里9.74人。
1°16′S 77°53′W / 1.267°S 77.883°W